# バックレイ級護衛駆逐艦
| バックレイ級護衛駆逐艦 | バックレイ級護衛駆逐艦                        | バックレイ級護衛駆逐艦                        |
| ---------------------- | --------------------------------------------- | --------------------------------------------- |
| USS Buckley            |                                               |                                               |
| 艦級概観               |                                               |                                               |
| 艦種                   | 護衛駆逐艦                                    | 護衛駆逐艦                                    |
| 艦名                   | 海軍功労者 1番艦はジョン・D・バックレイに因む | 海軍功労者 1番艦はジョン・D・バックレイに因む |
| 建造数                 | 154隻                                         | 154隻                                         |
| 就役期間               | 1943年 - 1973年                               | 1943年 - 1973年                               |
| 前級                   | エヴァーツ級（GMT型）                         | エヴァーツ級（GMT型）                         |
| 次級                   | キャノン級（DET型）                           | キャノン級（DET型）                           |
| 主要諸元例             |                                               |                                               |
| 排水量                 | 基準：1,400トン                               | 基準：1,400トン                               |
| 排水量                 | 満載：1,720トン                               |                                               |
| 全長                   | 93.27 m                                       | 93.27 m                                       |
| 全幅                   | 11.28 m                                       | 11.28 m                                       |
| 吃水                   | 2.90 m                                        | 2.90 m                                        |
| 機関                   | ターボ・エレクトリック方式                    | ターボ・エレクトリック方式                    |
| 機関                   | 水管ボイラー (30.6 kgf/cm², 399℃)             | 2缶                                           |
| 機関                   | 蒸気タービン (6,750 shp)                      | 2基                                           |
| 機関                   | 発電機 (4,600 kW)                             | 2基                                           |
| 機関                   | 電動機 (6,000 hp)                             | 2基                                           |
| 機関                   | スクリュープロペラ（430rpm）                  | 2軸                                           |
| 速力                   | 24ノット                                      | 24ノット                                      |
| 航続距離               | 6,000海里 (12kt巡航時)                        | 6,000海里 (12kt巡航時)                        |
| 乗員                   | 186名（通常時） 220名（戦時）                 | 186名（通常時） 220名（戦時）                 |
| 兵装                   | Mk.22 3インチ単装緩射砲                       | 3基                                           |
| 兵装                   | 28mm 4連装機銃 または40mm連装機銃             | 1基                                           |
| 兵装                   | 20mm単装機銃                                  | 9基                                           |
| 兵装                   | ヘッジホッグMk.10対潜迫撃砲                   | 1基                                           |
| 兵装                   | 片舷用爆雷投射機（K砲）                       | 8基                                           |
| 兵装                   | Mk.9爆雷投下軌条                              | 2条                                           |
| 兵装                   | 533mm3連装魚雷発射管                          | 1基                                           |
| GFCS                   | Mk.52 (3インチ砲用)                           | 1基                                           |
| GFCS                   | Mk.51 (40mm機銃用)                            | 1基                                           |
| レーダー               | SA 対空捜索用                                 | 1基                                           |
| レーダー               | SLまたはSU 対水上捜索用                       | 1基                                           |
| ソナー                 | QCまたはQJA 探信儀                            | 1基                                           |
| 電子戦                 | 短波方向探知機 (HF/DF)                        | 短波方向探知機 (HF/DF)                        |

バックレイ級護衛駆逐艦（バックレイきゅうごえいくちくかん、英語: Buckley-class destroyer escorts）は、第二次世界大戦中期にアメリカ海軍が建造・保有した護衛駆逐艦の艦級。主機方式からTE型 (Turbo-Electolic) とも称される。
1943年より運用が開始され、太平洋戦線および大西洋戦線で主に船団護衛や索敵哨戒の任務に従事した。第二次世界大戦後に海外へ譲渡された艦も含めて、全艦が退役・除籍されている。なお、ネームシップの艦名はジョン・D・バックレイに由来する。

## 設計
本級の設計は、先行するエヴァーツ級（GMT型）をもとに、船体を5メートル延長してターボ・エレクトリック方式の主機を組み込んだものといえる。エヴァーツ級ではディーゼル・エレクトリック方式が採用されたものの、発電機を駆動するためのディーゼルエンジンについて、潜水艦・揚陸艦への供給が優先されたために当初計画の半分で妥協せざるを得ず、速力は当初計画の24ノットから21ノットへの低下をきたしていた。このことから、アメリカ海軍で採用例が多く（レキシントン級航空母艦など）、また大出力を確保しやすいターボ・エレクトリック方式が導入されたものである。
ボイラーとしては、商船用のものから発展させて、D形2胴型過熱器付き水管ボイラー（エキスプレス缶）が搭載されており、蒸気性状は、圧力435 lbf/in2 (30.6 kgf/cm2)、温度399℃であった。蒸気タービンは単胴型で、速度複式段落1段と衝動段落9段から構成されており、回転数5,600rpm、単機出力6,750馬力を発揮できた。これと直結された同期発電機は単機発電出力4,600キロワット、電圧2,700ボルト、サイクル93.3ヘルツの三相交流であった。なお抗堪性向上のため、機関配置は缶・機・缶・機の交互配置とされた。前後缶室の煙路を結合した煙突基部が外見上の特徴となっている。

## 装備
本級は、砲熕兵器と対潜兵器はエヴァーツ級（GMT型）のものを踏襲する一方、船体延長によるスペースを利用して長魚雷発射管を搭載し、対水上打撃力の強化を図っていた。
主砲としては50口径3インチ緩射砲が用いられており、艦首甲板と前部甲板室上、艦尾甲板に露天式の単装砲座1基ずつの計3門を備えている。また高角機銃としては、当初は大戦初期の米海軍で標準的だった28mm 4連装機銃を1基、後部上部構造物上に備えていたが、のちには新しい標準となった40mm連装機銃に換装された。射撃指揮装置（FCS）としては、主方位盤が艦橋上に、また副方位盤が高角機銃座の前方に設置されており、当初はいずれもMk.51が用いられたが、のちに主方位盤については測距レーダーを備えたMk.52などに換装されることが多かった。
対潜兵器としては、改修後のGMT型と同様、後甲板に片舷式爆雷投射機（K砲）を片舷4基ずつの計8基、艦尾に爆雷投下軌条2条を設置したほか、艦首甲板の3インチ砲座の間にヘッジホッグMk.10対潜迫撃砲が装備された。これは旋回機構をもたない最初期の対潜前投兵器であるが、非常に優れた対潜火力であった。
長魚雷発射管は、船団護衛時に敵通商破壊艦と交戦する場合を想定した対水上火力であり、3連装として船体中部の上部構造物上に搭載された。ただし実運用上、雷撃の機会が乏しかった一方、航空機の性能向上に伴い防空強化の必要が大きくなっていたことから、戦争後期には魚雷発射管を撤去し、その両側に40mm単装機銃を2基ずつ搭載する改修がなされた艦が多かった。

## 配備
本級は計画通りに154隻が建造され、護衛駆逐艦として最多の建造数となった。うち46隻はイギリス海軍に貸与され、また6隻が建造中に高速輸送艦（APD）として設計変更され、チャールズ・ローレンス級高速輸送艦として就役した。
- DE-51～98（APD改装11隻、対英貸与34隻）
- DE-153～161（APD改装7隻）
- DE-198～223（APD改装10隻）
- DE-563～578（APD改装1隻、対英貸与12隻）
- DE-633～644（APD改装3隻）
- DE-675～683
- DE-693～705（APD改装2隻）
- DE-789～800（APD改装6隻）

### 運用国
- アメリカ海軍
- イギリス海軍
- メキシコ海軍
- チリ海軍
- コロンビア海軍
- エクアドル海軍
- 中華民国海軍
- 大韓民国海軍
- フィリピン海軍

## 登場作品

### 映画
『眼下の敵』
架空艦「DE-181 ヘインズ」が登場。南大西洋上にて遭遇したUボートIX型と一進一退の激しい戦闘を繰り広げる。
撮影には、アメリカ海軍の全面協力で実物の同型艦「DE-634 ホワイトハースト」が使用されており、実際の爆雷投射シーンなどが映されている。なお、現実で作中と同じ艦番号を有しているのは、次級であるキャノン級の「ストラウブ」となっている。